# Wyłko Czerwenkow
Wyłko Czerwenkow (ur. 6 września 1900 w Złaticy, zm. 21 października 1980 w Sofii) – bułgarski działacz komunistyczny.

## Życiorys
Pochodził ze wsi Złatica. Do Bułgarskiej Partii Komunistycznej przystąpił w wieku dziewiętnastu lat. Brał udział w powstaniu wrześniowym, po którym został zaocznie skazany na śmierć. Wyroku nie wykonano, zezwalając Czerwenkowowi na emigrację do ZSRR, gdzie zaczął działać w ramach Kominternu, ożenił się z siotrą Georgiego Dimitrowa i był rektorem Międzynarodowej Szkoły Leninowskiej w Moskwie (1937–1938).
W latach 1941–1944 był redaktorem naczelnym działającej w Moskwie bułgarskiej radiostacji im. Christo Botewa. Od 1941 był również członkiem Komitetu Centralnego Bułgarskiej Partii Komunistycznej działającego w Moskwie. Wrócił do kraju po przejęciu władzy przez komunistów w Bułgarii w 1944.

### W komunistycznej Bułgarii
W latach 1944–1962 członek Biura Politycznego KC BPK. W latach 1950–1954 I sekretarz KC BPK.
W 1950 stanął na czele rządu Bułgarii. Cieszył się zaufaniem Stalina, dzięki swojej silnej pozycji mógł łączyć urząd premiera i stanowisko I sekretarza KC Bułgarskiej Partii Komunistycznej. W 1954 jego znaczenie spadło, co zmusiło go do rezygnacji z funkcji sekretarza. Premierem Bułgarii pozostał natomiast jeszcze przez dwa lata. Bułgarią rządził na wzór stalinowski, stosował masowe represje, zwalczał opozycję i rozwinął kult swojej osoby, nazywany był „bułgarskim Stalinem”. W okresie pełnienia przez niego urzędu premiera kontynuowano rozpoczętą w 1949 kolektywizację rolnictwa, która w 1952 objęła 60% gruntów rolnych. W 1953 Czerwenkow ogłosił zmianę kursu gospodarczego, zapowiadając zwiększenie inwestycji w dobra konsumpcyjne i budownictwo mieszkaniowe, przy zmniejszeniu tempa rozwoju przemysłu ciężkiego. Zapowiedź ta w praktyce nie została jednak zrealizowana do końca dziesięciolecia.
Po śmierci Stalina, pod naciskiem nowych władz ZSRR, częściowo złagodził kurs polityki wewnętrznej, ogłaszając w lipcu 1953 amnestię dla więźniów politycznych. W roku następnym na V zjeździe partyjnym Todor Żiwkow zażądał, by partia – na wzór radziecki – podjęła walkę z kultem jednostki, co zapowiadało rychły upadek Czerwenkowa; tego też oczekiwano w ZSRR. W kwietniu 1956 jego działalność skrytykowało w podobnym duchu plenum KC BPK. Od 1956 do 1961 Czerwenkow był wicepremierem Bułgarii. Z poparciem Nikity Chruszczowa Todor Żiwkow stopniowo do 1962 pozbawił Czerwenkowa wszystkich stanowisk. Były I sekretarz KC BPK został ostatecznie usunięty z partii.